# Пауэлл, Сэнди
Сэнди Пауэлл (англ. Sandy Powell; род. 7 апреля 1960, Лондон, Англия) — британская художница по костюмам, многократный лауреат премий «Оскар» и BAFTA.

## Биография
Сэнди Пауэлл родилась 7 апреля 1960 года в Лондоне, Великобритания. В детстве мать научила её шить. Она покинула Центральный Колледж искусства и дизайна им. Святого Мартина до получения своей степени, в связи с тем, что Дерек Джармен предложил ей работу.
Некоторое время Пауэлл сотрудничала с танцором и хореографом Линдси Кемпом. Она создавала костюмы для его постановок, первым из которых стал спектакль «Нижинский» в Ла Скала в Милане.
За время своей карьеры она была доверенным сотрудником режиссёра Нила Джордана, она также работала с такими режиссёрами, как Майк Фиггис, Тодд Хейнс, Стивен Фрирз и многими другими. В последние годы она тесно сотрудничала с Мартином Скорсезе.

## Награды
Была номинирована на премию «Оскар» семь раз и получила её три раза — за фильмы «Влюблённый Шекспир» (1998), «Авиатор» (2004) и «Молодая Виктория» (2010).
Была номинирована на премию BAFTA за лучший дизайн костюмов пятнадцать раз и получила её трижды — за фильмы «Бархатная золотая жила» (1999), «Молодая Виктория» (2010) и «Фаворитка» (2019).
Получила премию «Сатурн» в 1993 году за фильм «Интервью с вампиром: Хроника жизни вампира».
Была номинирована на премию «Спутник» семь раз и получила её в 2019 году, за фильм «Фаворитка».
Сэнди Пауэлл стала офицером ордена Британской империи в 2011, а командором — в 2024 году.

## Фильмография
| Фильмы | Фильмы                                      | Фильмы                                             | Фильмы |
| Год    | На русском языке                            | На языке оригинала                                 | Награды и номинации |
| ------ | ------------------------------------------- | -------------------------------------------------- | --- |
| 1986   | Караваджо                                   | Caravaggio                                         | |
| 1988   | На Англию прощальный взгляд                 | The Last of England                                | |
| 1988   | Комикс представляет                         | The Comic Strip                                    | |
| 1988   | Бурный понедельник                          | Stormy Monday                                      | |
| 1988   | За королеву и страну                        | For Queen and Country                              | |
| 1989   | Венера Питер                                | Venus Peter                                        | |
| 1990   | Тень Китая                                  |                                                    | |
| 1990   | Убийство папы, или Как любить свою мать     |                                                    | |
| 1991   | Чудо                                        | The Miracle                                        | |
| 1991   | Папа должен похудеть                        | The Pope Must Diet                                 | |
| 1991   | Эдуард II                                   | Edward II                                          | |
| 1992   | Орландо                                     | Orlando                                            | Номинация на премию «Оскар» за лучший дизайн костюмов Номинация на премию BAFTA за лучший дизайн костюмов                                                        |
| 1992   | Жестокая игра                               | The Crying Game                                    | |
| 1993   | Витгенштейн                                 | Wittgenstein                                       | |
| 1994   | Быть человеком                              | Being Human                                        | |
| 1994   | Интервью с вампиром: Хроника жизни вампира  | Interview with the Vampire: The Vampire Chronicles | Премия «Сатурн» за лучшие костюмы Номинация на премию BAFTA за лучший дизайн костюмов                                                                            |
| 1995   | Роб Рой                                     | Rob Roy                                            | |
| 1996   | Майкл Коллинз                               | Michael Collins                                    | |
| 1997   | Мясник                                      | The Butcher Boy                                    | |
| 1997   | Крылья голубки                              | The Wings of the Dove                              | Номинация на премию «Оскар» за лучший дизайн костюмов Номинация на премию BAFTA за лучший дизайн костюмов                                                        |
| 1998   | Бархатная золотая жила                      | Velvet Goldmine                                    | Премия BAFTA за лучший дизайн костюмов Номинация на премию «Оскар» за лучший дизайн костюмов                                                                     |
| 1998   | Хилари и Джеки                              | Hilary and Jackie                                  | |
| 1998   | Влюблённый Шекспир                          | Shakespeare in Love                                | Премия «Оскар» за лучший дизайн костюмов Номинация на премию BAFTA за лучший дизайн костюмов                                                                     |
| 1999   | Путешествие Фелиции                         | Felicia’s Journey                                  | |
| 1999   | Фрёкен Юлия                                 | Miss Julie                                         | |
| 1999   | Конец романа                                | The End of the Affair                              | |
| 2002   | Вдали от рая                                | Far from Heaven                                    | |
| 2002   | Банды Нью-Йорка                             | Gangs of New York                                  | Номинация на премию «Оскар» за лучший дизайн костюмов Номинация на премию BAFTA за лучший дизайн костюмов                                                        |
| 2003   | Сильвия                                     | Sylvia                                             | |
| 2004   | Авиатор                                     | The Aviator                                        | Премия «Оскар» за лучший дизайн костюмов Номинация на премию BAFTA за лучший дизайн костюмов                                                                     |
| 2005   | Миссис Хендерсон представляет               | Mrs Henderson Presents                             | Номинация на премию «Оскар» за лучший дизайн костюмов Номинация на премию BAFTA за лучший дизайн костюмов                                                        |
| 2006   | Отступники                                  | The Departed                                       | |
| 2008   | Ещё одна из рода Болейн                     | The Other Boleyn Girl                              | |
| 2009   | Молодая Виктория                            | The Young Victoria                                 | Премия «Оскар» за лучший дизайн костюмов Премия BAFTA за лучший дизайн костюмов                                                                                  |
| 2010   | Остров проклятых                            | Shutter Island                                     | |
| 2010   | Буря                                        | The Tempest                                        | Номинация на премию «Оскар» за лучший дизайн костюмов |
| 2011   | Хранитель времени                           | Hugo                                               | Номинация на премию «Оскар» за лучший дизайн костюмов Номинация на премию BAFTA за лучший дизайн костюмов Номинация на премию «Сатурн» за лучший дизайн костюмов |
| 2012   | На грани сомнения                           | Suspension of Disbelief                            | |
| 2013   | Волк с Уолл-стрит                           | The Wolf of Wall Street                            | |
| 2015   | Золушка                                     | Cinderella                                         | Номинация на премию «Оскар» за лучший дизайн костюмов Номинация на премию BAFTA за лучший дизайн костюмов                                                        |
| 2015   | Кэрол                                       | Carol                                              | Номинация на премию «Оскар» за лучший дизайн костюмов Номинация на премию BAFTA за лучший дизайн костюмов                                                        |
| 2017   | Как разговаривать с девушками на вечеринках | How to Talk to Girls at Parties                    | |
| 2017   | Мир, полный чудес                           | Wonderstruck                                       | |
| 2018   | Фаворитка                                   | The Favourite                                      | Премия BAFTA за лучший дизайн костюмов Номинация на премию «Оскар» за лучший дизайн костюмов                                                                     |
| 2018   | Мэри Поппинс возвращается                   | Mary Poppins Returns                               | Номинация на премию «Оскар» за лучший дизайн костюмов Номинация на премию BAFTA за лучший дизайн костюмов                                                        |
| 2019   | Ирландец                                    | The Irishman                                       | Номинация на премию «Оскар» за лучший дизайн костюмов Номинация на премию BAFTA за лучший дизайн костюмов                                                        |
| 2020   | Глории                                      | The Glorias                                        | |
| 2021   | Материнское воскресенье                     | Mothering Sunday                                   | |
| 2022   | Жить                                        | Living                                             | |
| 2025   | Белоснежка                                  | Snow White                                         | |
| 2026   | Невеста                                     | The Bride!                                         | |